# Маліборський Петро Васильович

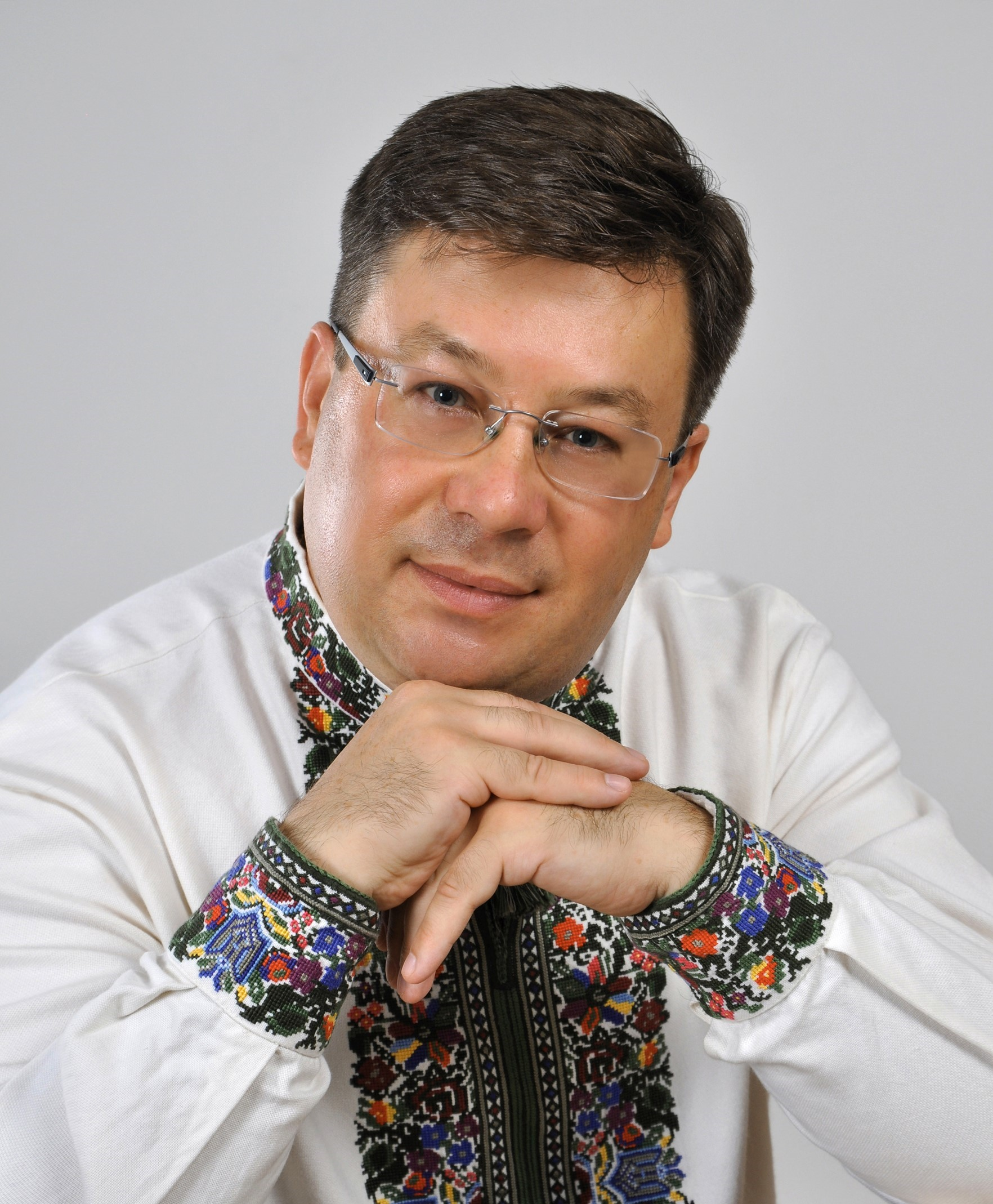
Маліборський Петро Васильович 20 серпня 1973

## Біографія
Народився 20 серпня 1973 року в селищі Заболотів Коломийського району Івано-Франківської області. Українець.
Одружений, разом з дружиною виховує двох синів.
Закінчив Заболотівську середню школу[відсутнє в джерелі], нагороджений золотою медаллю.
Навчався в Кам'янець-Подільському сільськогосподарському інституті й Івано-Франківському національному технічному університеті нафти і газу. Здобув кваліфікацію економіста та магістра державної служби.
Трудову діяльність розпочав 1990 року робітником Снятинського міжрайагропостачу. Працював у Снятинському управлінні газового господарства, Заболотівській районній лікарні. Основний досвід набув з 1999 року в системі державної служби та місцевого самоврядування.
У 2008—2009 роках — найкращий державний службовець Івано-Франківської області.
У 2015—2020 роках — заступник голови Снятинської районної ради.
25 жовтня 2020 року обраний Заболотівським селищним головою.
Депутат Снятинської районної ради V—VII демократичних скликань.
Підвищував кваліфікацію за програмами Міністерства фінансів України, Проєкту економічної та фіскальної реформи (SEFR), Агентства США з міжнародного розвитку (USAID), Європейської комісії TACIS, фундацій Республіки Польща, Національної академії державного управління при Президентові України, Інституту політичної освіти, Центру політичної парламентської освіти та тренінгів, Академії муніципального управління, Інституту бюджету та соціально-економічних досліджень, Української асоціації районних та обласних рад.
Працював профспілковим тренером Центрального комітету профспілки працівників державних установ України та профспілки Швеції Fackförbundet ST. Голова Снятинського райкому, голова комісії Івано-Франківського обкому ППДУ.
Дозвілля: книги, шахи, футбол, туризм.
Безпартійний.
Нагороджений подяками та грамотами Головного управління державної служби України, Центрального комітету профспілки працівників державних установ України, Міністерства фінансів України, відзнакою «За заслуги перед Покуттям».